# Рлевци
Рлевци (мкд. ’Рлевци) су насеље у Северној Македонији, у средишњем делу државе. Рлевци су насеље у оквиру општине Велес.

## Географија
Рлевци су смештени у средишњем делу Северне Македоније. Од најближег града, Велеса, село је удаљено 15 km северозападно.
Село Рлевци се налази у историјској области Грохот, на југоисточним падинама планине Голешнице. Надморска висина насеља је приближно 540 метара.
Површина сеоског атара простире се на површини од 24,6 km².
Месна клима је континентална.

## Становништво
Рлевци су према последњем попису из 2002. године имали 18 становника.
Већинско становништво у насељу су етнички Македонци (100%).
Претежна вероисповест месног становништва је православље.